# Слейв-Айленд (Грама Ніладхарі)
Грама Ніладхарі Слейв-Айленд — Грама Ніладхарі підрозділу ОС Коломбо, округ Коломбо, Західна провінція, Шрі-Ланка.

## Демографія
| Населення (2011) | Населення (2011) | Населення (2011) |
| Всього           | Чоловіки         | Жінки            |
| ---------------- | ---------------- | ---------------- |
| 3795             | 1868             | 1927             |